# Украинский алфавит

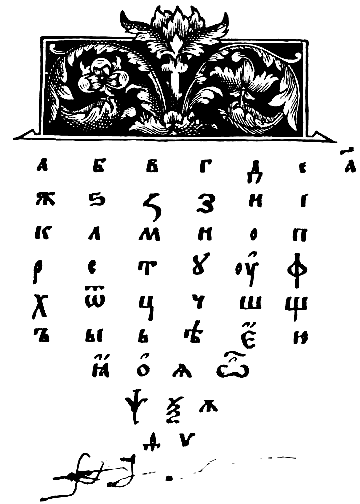
Первая страница «Азбуки» Ивана Фёдорова, напечатанной во Львове в 1574 году.

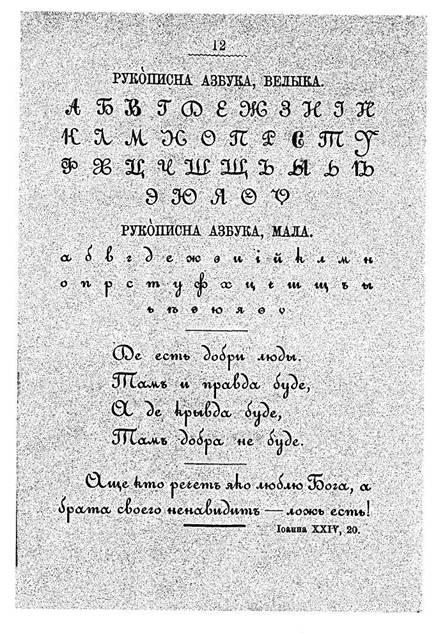
Страница из «Южнорусского букваря» Тараса Шевченко, 1861 год. Пример совпадающего с русским алфавита, соответствующего ярыжке, в XIX веке.

Украи́нский алфави́т (укр. українська абетка) в нынешнем составе существует с конца XIX века; включает 33 буквы: по сравнению с русским — не используются Ёё, Ъъ, Ыы и Ээ, но присутствуют Ґґ, Єє, Іі и Її. В 1932—1990 годах буква Ґ отсутствовала, а мягкий знак (обозначается «ь») стоял последней буквой. Также есть много слов с использованием апострофа (обозначается «’»), применяется украинский апостроф аналогично русскому разделительному Ъ (сравните: рус. объект / укр. об'єкт) или разделительному Ь без смягчения предыдущего согласного (рус. компьютер / укр. комп'ютер).
| А а | Б б | В в | Г г | Ґ ґ | Д д | Е е |
| Є є | Ж ж | З з | И и | І і | Ї ї | Й й |
| К к | Л л | М м | Н н | О о | П п | Р р |
| С с | Т т | У у | Ф ф | Х х | Ц ц | Ч ч |
| Ш ш | Щ щ | Ь ь | Ю ю | Я я |     |     |

## Алфавит
| № п.п. | Буква | Название              | IPA                  |
| ------ | ----- | --------------------- | -------------------- |
| 1      | А а   | а /ɑ/                 | /ɑ/, /ɐ/             |
| 2      | Б б   | бе /bɛ/               | /b/                  |
| 3      | В в   | ве /ʋɛ/               | /ʋ/, /w/, /ʍ/, /u̯/   |
| 4      | Г г   | ге /ɦɛ/               | /ɦ/                  |
| 5      | Ґ ґ   | ґе /gɛ/               | /g/                  |
| 6      | Д д   | де /dɛ/               | /d/                  |
| 7      | Е е   | е /ɛ/                 | /ɛ/, /e/             |
| 8      | Є є   | є /jɛ/                | /je/, /ʲe/           |
| 9      | Ж ж   | же /ʒɛ/               | /ʒ/                  |
| 10     | З з   | зе /zɛ/               | /z/                  |
| 11     | И и   | и /ɪ/                 | /ɪ/                  |
| 12     | І і   | і /i/                 | /i/, /ʲi/, /ɪ/, /ʲɪ/ |
| 13     | Ї ї   | ї /ji/                | /ji/, /jɪ/           |
| 14     | Й й   | і коротке /i korotke/ | /j/, /i̯/             |
| 15     | К к   | ка /kɑ/               | /k/                  |
| 16     | Л л   | ел /ɛl/               | /l/                  |
| 17     | М м   | ем /ɛm/               | /m/                  |

| № п.п. | Буква | Название                           | IPA        |
| ------ | ----- | ---------------------------------- | ---------- |
| 18     | Н н   | ен /ɛn/                            | /n/        |
| 19     | О о   | о /ɔ/                              | /ɔ/, /o/   |
| 20     | П п   | пе /pɛ/                            | /p/        |
| 21     | Р р   | ер /ɛr/                            | /r/        |
| 22     | С с   | ес /ɛs/                            | /s/        |
| 23     | Т т   | те /tɛ/                            | /t/        |
| 24     | У у   | у /u/                              | /u/, /ʊ/   |
| 25     | Ф ф   | еф /ɛf/                            | /f/        |
| 26     | Х х   | ха /xɑ/                            | /x/        |
| 27     | Ц ц   | це /t͡sɛ/                           | /t͡s/       |
| 28     | Ч ч   | че /t͡ʃɛ/                           | /t͡ʃ/       |
| 29     | Ш ш   | ша /ʃɑ/                            | /ʃ/        |
| 30     | Щ щ   | ща /ʃt͡ʃɑ/                          | /ʃt͡ʃ/      |
| 31     | Ь ь   | знак м’якшення /znɑk mjɐˈkʃɛnʲ:ɑ / | /ʲ/        |
| 32     | Ю ю   | ю /ju/                             | /jʊ/, /ʲʊ/ |
| 33     | Я я   | я /ja/                             | /jɐ/, /ʲɐ/ |

### Чтение
- А во всех случаях передаёт звук [a], но в предударных слогах может появиться небольшая огубленность — [a°] ([ɒ]);
- Г передаёт звонкий гортанный или заднеязычный фрикативный звук [ɦ];
- Ґ соответствует русскому Г;
- Е соответствует русскому Э;
- Є соответствует русскому Е;
- Ж соответствует русскому, но перед І (а также Ю, Я) — смягчённый [ʑ], примерно как в русском слове «вещдок»;
- И передаёт ненапряжённый неогублённый гласный переднего ряда верхнего подъёма [ɪ]; в безударных слогах может появиться сходство с Ы
- I соответствует русскому И (как правило, несколько мягче);
- Ї читается как ЙИ;
- Й перед «о» обозначает полугласный [j]; в других позициях — неслоговой гласный [i̯];
- О во всех позициях читается как [o]; в предударных слогах может появиться сходство с У, особенно, если в слове несколько огубленных гласных (у, ю)[8];
- Ц соответствует русскому, но перед Ь и смягчающими гласными (І, Є, Ю, Я) — мягкий [t͡sʲ];
- Ч произносится твёрдо [t͡ʃ]=[т͡ш], как в белорусском, сербском (или как польское CZ), либо как чешское Č (менее твёрдо); но перед І, Ю, Я — смягчается, как в русском;
- Ш соответствует русскому, но перед смягчающими гласными — смягчённый, похожий на русский Щ;
- Щ в литературном украинском произношении читается как твёрдое [ʃt͡ʃ]=[шт͡ш] (как польское SZCZ), перед І — как мягкое [ɕt͡ɕ]=[щ͡ч] (польское ŚĆ).

## Представление на компьютерах
Стандартная украинская раскладка на современных клавиатурах, основанных на американской версии клавиатуры, имеет следующий вид:

## История

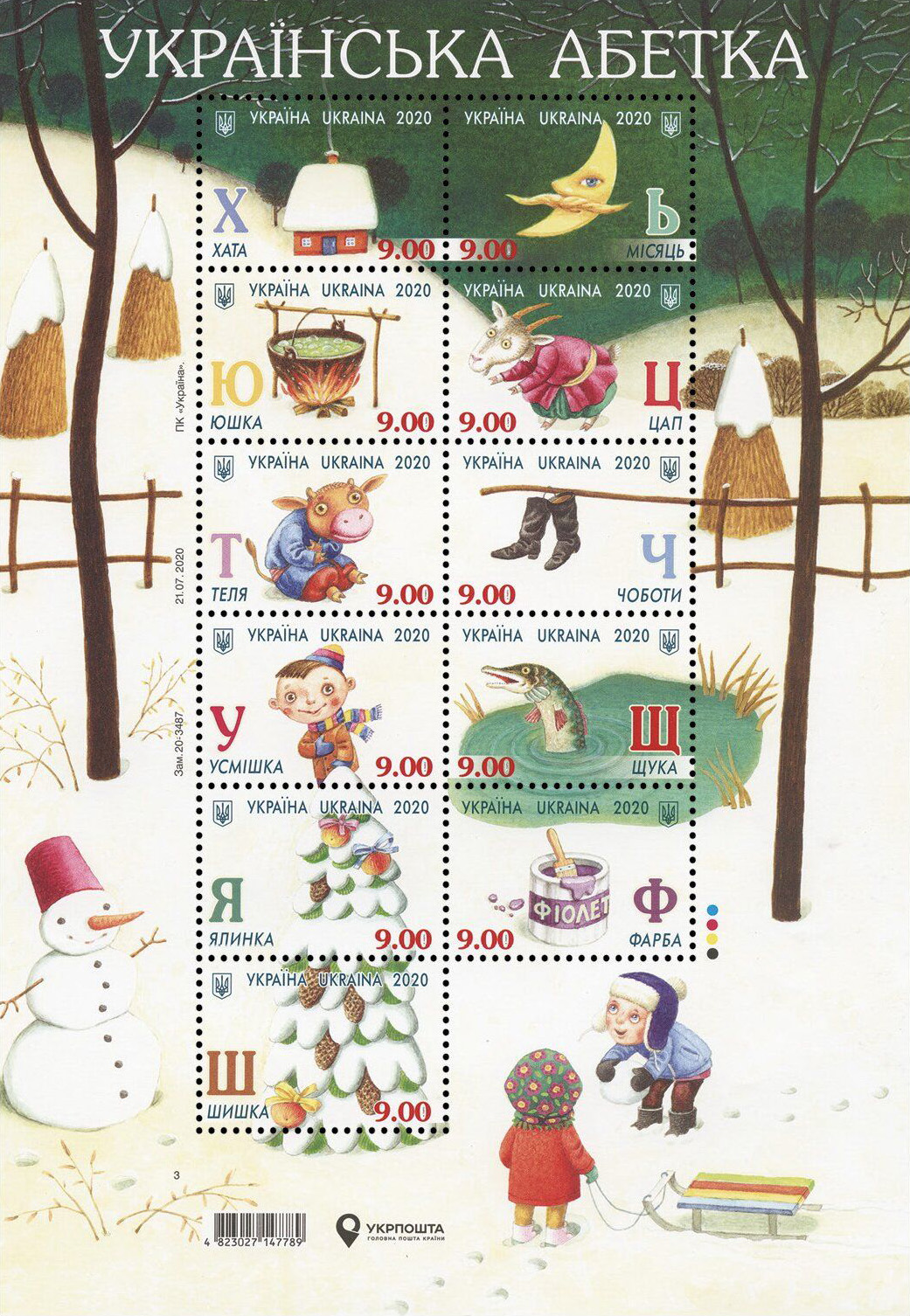
Почтовый лист. Украина, 2020 год

Формирование украинского алфавита произошло на основе кириллицы, азбука унаследовала все её буквы. В связи с развитием фонетической системы языка постепенно нарастало несовпадение между традиционными буквами и новыми звуками. В письме это приводило к смешению букв: и ~ і ~ ы, ъ ~ ь, ѣ ~ е ~ и. Правописание стихийно менялось с XIII по XVIII век, и только в 1708—1710 нормы были урегулированы российской реформой письма. В XIX веке закладывается фонетический принцип орфографии, а также появляются новые буквы, используемые в алфавите и поныне: і во всех смягчающих позициях, а не только перед гласными, как в тогдашнем русском правописании  — А. П. Павловский, є (церковнославянское «якорное е») — Правописание Русалки Днестровой, ї (восстановление для йотированного звука двух точек по церковнославянской традиции, вместо одной согласно петровской «гражданке») — Киевское правописание 1873 года, «Записки Юго-Западного отдела Географического Общества».